# بيل بويس
بيل بويس (بالإنجليزية: Bill Bowes)‏ هو لاعب كرة قدم أمريكية أمريكي، ولد في 1933 في بلانشارد (بنسيلفانيا) في الولايات المتحدة.